# Vilar (Vila do Conde)
Vilar is een plaats (freguesia) in de Portugese gemeente Vila do Conde en telt 1737 inwoners (2001).